# Корніївка (Феодосійський район)
Корні́ївка (до 1945 року — Капчик, крим. Qapçıq) — село Феодосійського району Автономної Республіки Крим. Розташоване на заході району.

## Населення

### Мова
Розподіл населення за рідною мовою за даними перепису 2001 року:
| Мова                | Відсоток |
| ------------------- | -------- |
| російська           | 59,4 %   |
| кримськотатарська   | 30,08 %  |
| українська          | 9,77 %   |
| інші/не визначилися | 0,78 %   |

1. ↑  Рідні мови в об'єднаних територіальних громадах України — Український центр суспільних даних